# Canal de la Hollande-Septentrionale

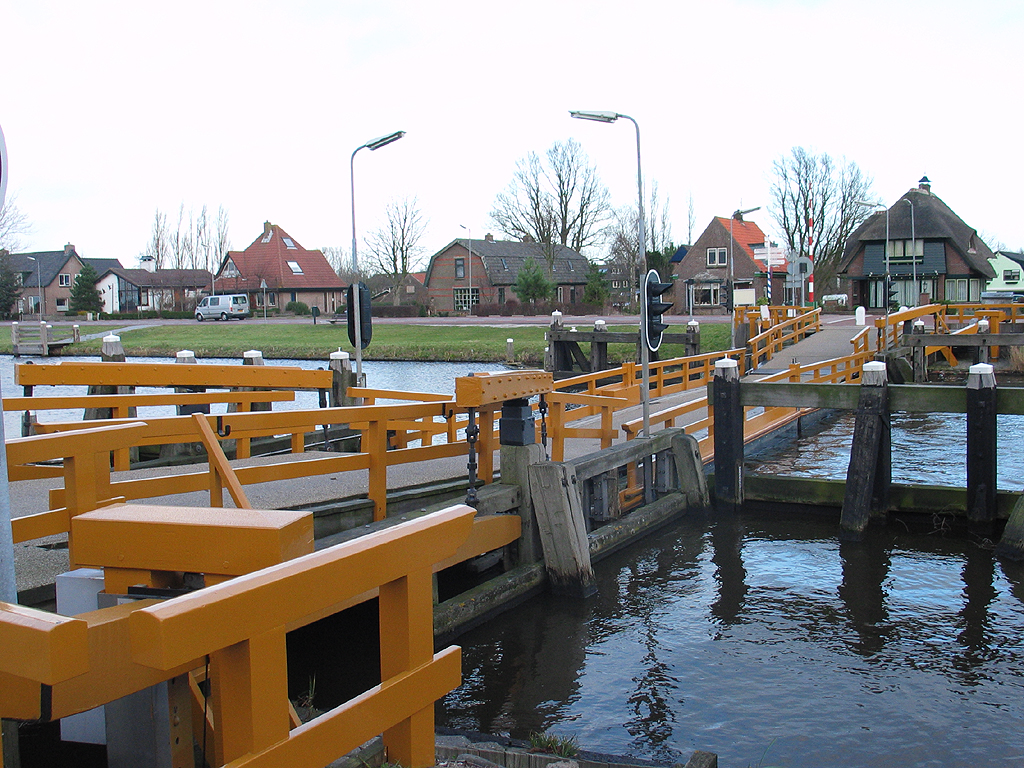
Pont flottant dans le canal à Koedijk

Le Canal de la Hollande-Septentrionale (en néerlandais Noordhollandsch Kanaal) 
est un canal néerlandais dans la province de la Hollande-Septentrionale. Il relie Amsterdam à Helder, en passant par Purmerend et Alkmaar. La réalisation de canal a été commandée par le roi Guillaume Ier, au début du XIXe siècle.

## Histoire
À partir du XVIIe siècle, le passage jusqu'à Amsterdam par le Zuiderzee devenait de plus en plus difficile pour les navires de mer. Le transfert des marchandises dans des  bateaux plus petits prenait trop de temps et coûtait trop cher, et on avait déjà mis en place un système de flotteurs, qui permettait aux navires d'arriver au port sans toucher le fond. De surcroît, la ville d'Amsterdam était gênée par l'envasement de son port.
Il fallait trouver une solution. Les compétences technologiques n'étant pas suffisamment avancées pour envisager la construction d'un grand ensemble d'écluses, on n'osait pas construire un canal en liaison directe entre Amsterdam et la mer du Nord. Pour cela, il aurait fallu barrer la connexion entre IJ et le Zuiderzee, et bien maîtriser l'aménagement des eaux intérieurs vis-à-vis la mer du Nord.
Par conséquent, on a décidé la construction d'un canal à travers la province de la Hollande-Septentrionale. En quelque sorte, il suffisait de relier entre eux plusieurs cours d'eau déjà existants et qui servaient à l'évacuation des eaux des polders. Ainsi, le canal a utilisé des tronçons des canaux circulaires des vieux polders du Beemster et du Schermer. En plus, une partie du canal suit, au nord d'Alkmaar, l'ancienne rivière de Rekere.
Le canal a été achevé en 1824. Il permettait essentiellement de gagner du temps sur le trajet Le Helder - Amsterdam. Mais l'augmentation du volume du trafic ainsi que la plus grande taille des bateaux ont fait que le canal était rapidement trop petit, et qu'il ne pouvait plus suffire aux besoins. À peine un demi-siècle plus tard, on a inauguré le Canal de la Mer du Nord, entre les ports d'Amsterdam et la ville nouvelle d'IJmuiden, réalisant ainsi la liaison optimale entre la mer du Nord et Amsterdam. La fréquence de la navigation sur le canal diminua fortement en peu de temps. Seule la partie entre Alkmaar et Le Helder est encore utilisée pour la navigation professionnelle. Toutefois, le canal a gardé un rôle important dans la gestion des eaux de surface de la Hollande-Septentrionale.

## Ponts flottants
Une particularité du Canal de la Hollande-Septentrionale sont ses ponts flottants (vlotbrug). Ces ponts flottants ont été utilisés parce que la maîtrise technologique de l'époque ne permettait pas de créer des ponts d'une portée de la largeur du canal.
De nos jours, quatre ponts flottants subsistent et sont encore en fonction : à Koedijk, à Burgervlotbrug, à Sint Maartensvlotbrug et à 't Zand.

## Source
- (nl) Cet article est partiellement ou en totalité issu de l’article de Wikipédia en néerlandais intitulé « Noordhollandsch Kanaal » (voir la liste des auteurs).